# Pipturus subinteger
Pipturus subinteger är en nässelväxtart som beskrevs av H. Winkl.. Pipturus subinteger ingår i släktet Pipturus och familjen nässelväxter. Inga underarter finns listade i Catalogue of Life.